# Rudalt de Vannes
Rudalt de Vannes (segle X), fill d'Alan I de Bretanya, rei de Bretanya, comte de Vannes i de Nantes, va ser comte de Vannes vers 907- 913. És l'últim comte conegut de Vannes abans de les invasions vikingues i el lligament del comtat a l'àmbit ducal sota Conan I.

## Biografia

### Origen
Rudalt era un dels dos fills supervivents del rei Alan I de Bretanya. El seu nom «Rudalt» és una variant del nom « Hrodolt-Frouald » portat un segle abans per un comte de Vannes, germà del prefecte de la Marca de Bretanya Guiu de Nantes de la família dels Widònides. Aquesta última havia de tenir de manera versemblant un vincle familiar amb la d'Alan el Gran originari de la mateixa regió.
Vers el 907 després de la mort del rei de Bretanya la major confusió sembla haver regnat en la seva successió. Sens dubte a falta d'un acord entre els seus fills Rudalt i Derrià i els seus gendres Mathuedoï de Poher i el comte Tanki, la sobirania de Bretanya se'ls va escapar abans de ser assegurada per un anomenat Gourmaëlon que era comte de Cornualla.
Sembla que Rudalt es va haver de conformar amb el comtat de Vannes on regnarà «post mortem patri sui», abans de desaparèixer igual que el títol de comte de Vannes o Gwened de manera versemblant en el moment de la invasió dels normands de 913-919.

### Posteritat
La posteritat de Rudalt continua sent hipotètica; tanmateix sobre la base de l'onomàstica Noël-Yves Tonnerre considera que és versemblant que Rudalt sigui:
- el pare o l'avi d'Orscand de Vannes Bisbe de Vannes mort vers el 992 del qual el fill és igualment anomenat Rudalt.

- l'ancestre del llinatge dels senyors de Rieux on es registre sempre l'alternança regular dels noms Alan i Rudalt al segle xi.[3]